# Castello di Söllheim
Il castello di Söllheim (Schloss Söllheim in tedesco) si trova nell'omonima località del comune austriaco di Hallwang nel Distretto di Salzburg-Umgebung appartenente al Land Salisburghese. La sua storia è iniziata forse nel XIV secolo.

## Storia

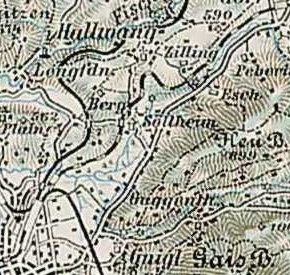
Territorio di Söllheim in una cartina del 1900

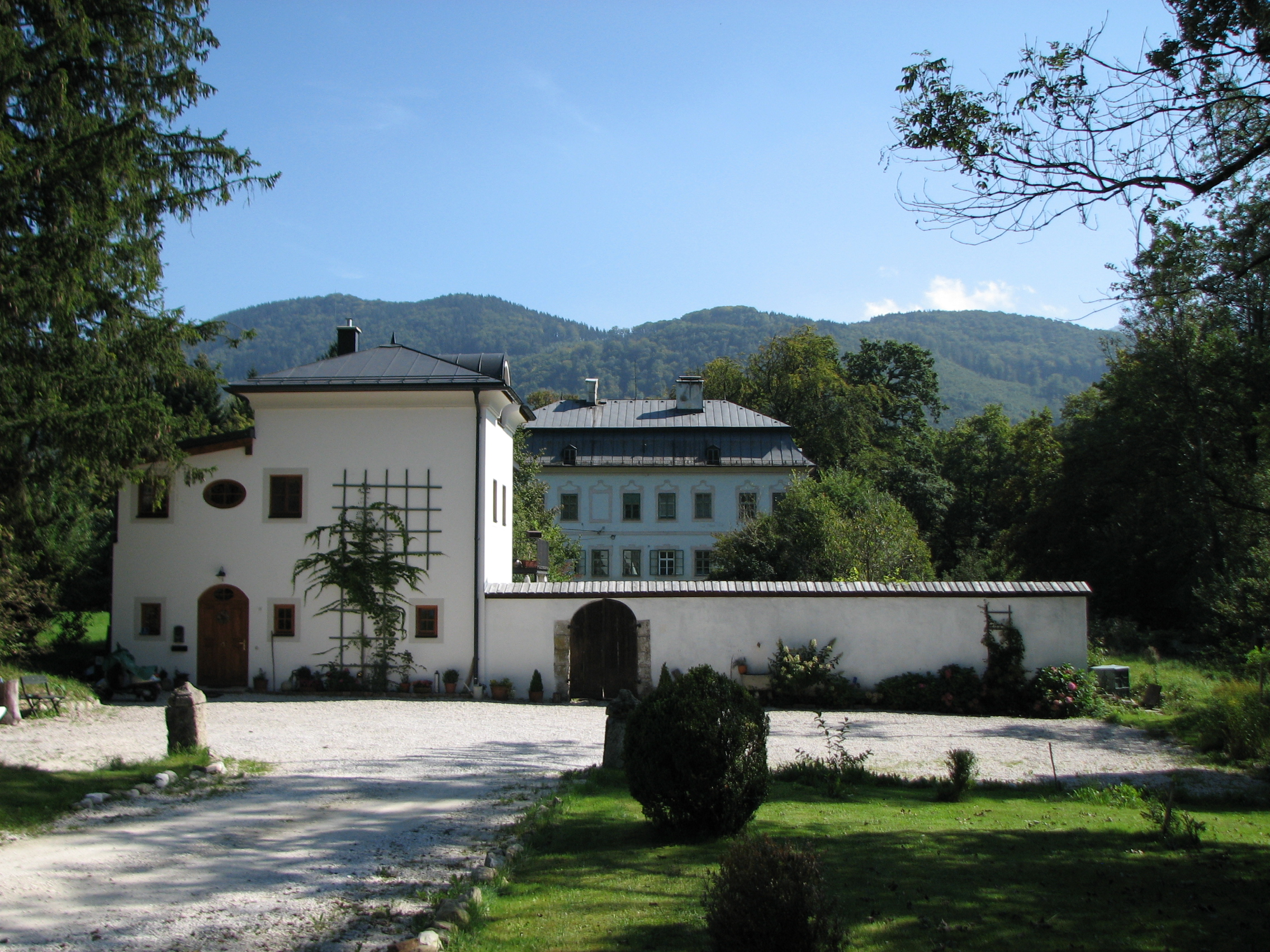
Visione d'insieme

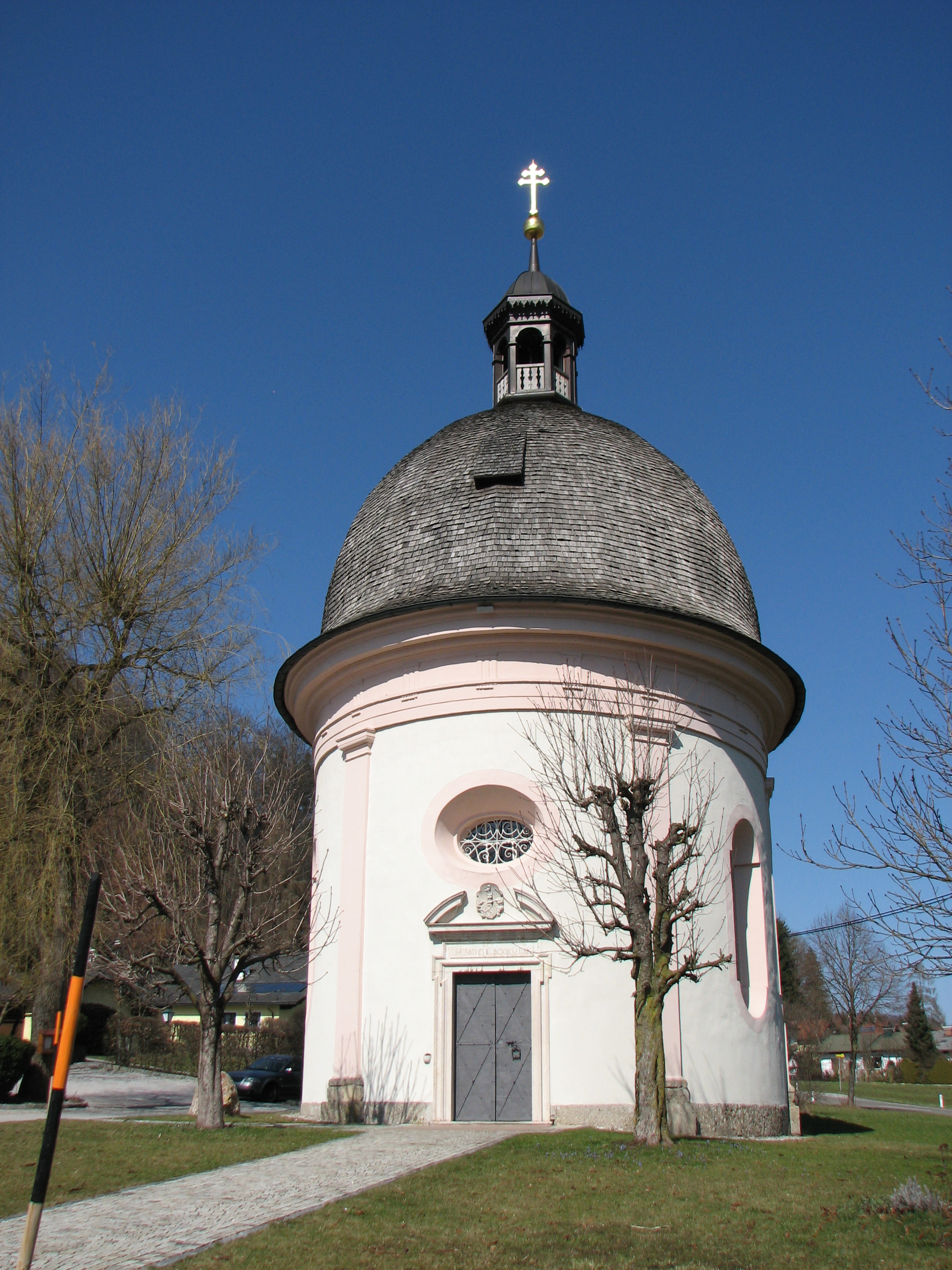
Cappella votiva dedicata a sant'Antonio da Padova

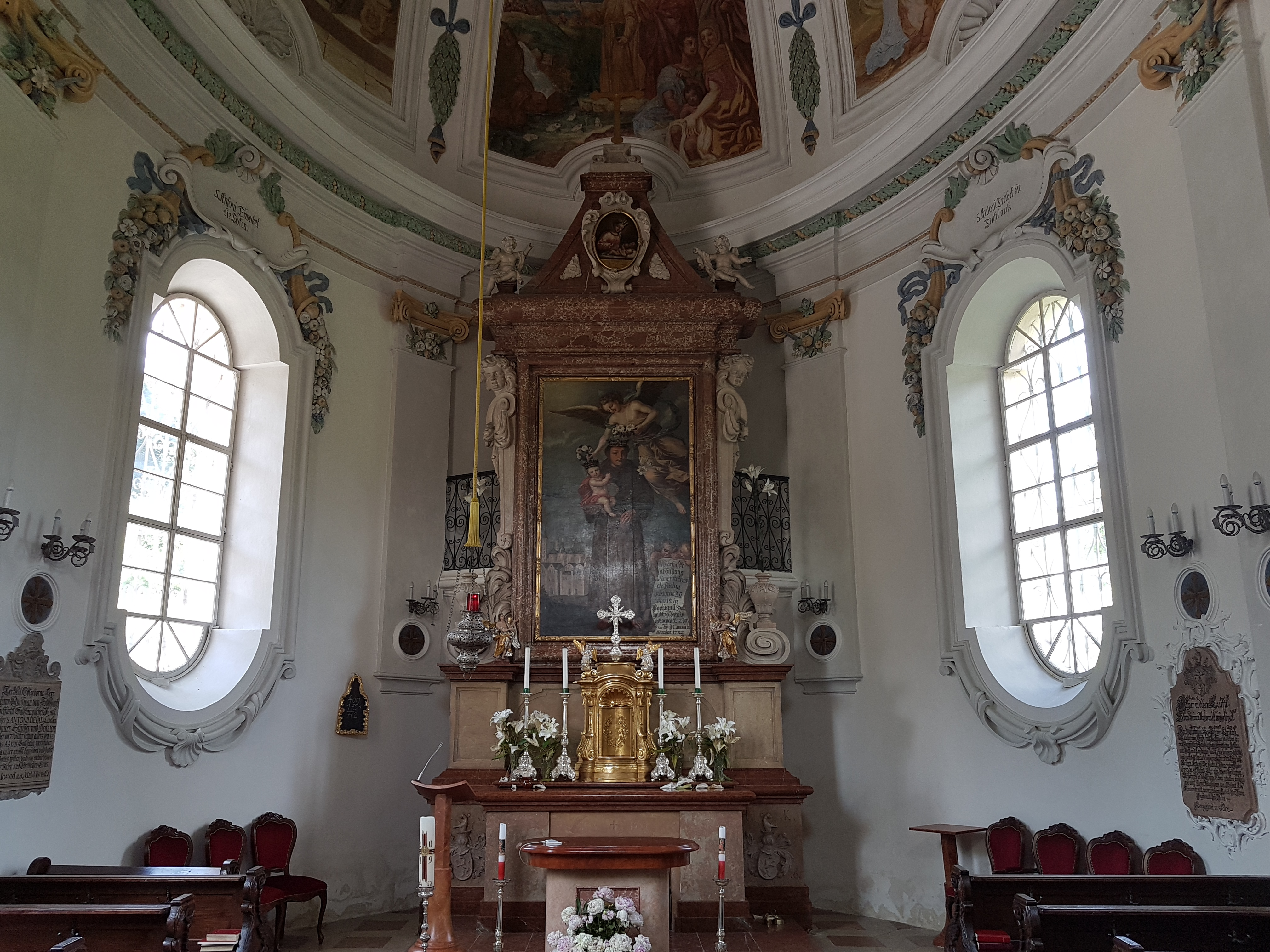
Interno della cappella votiva con altare

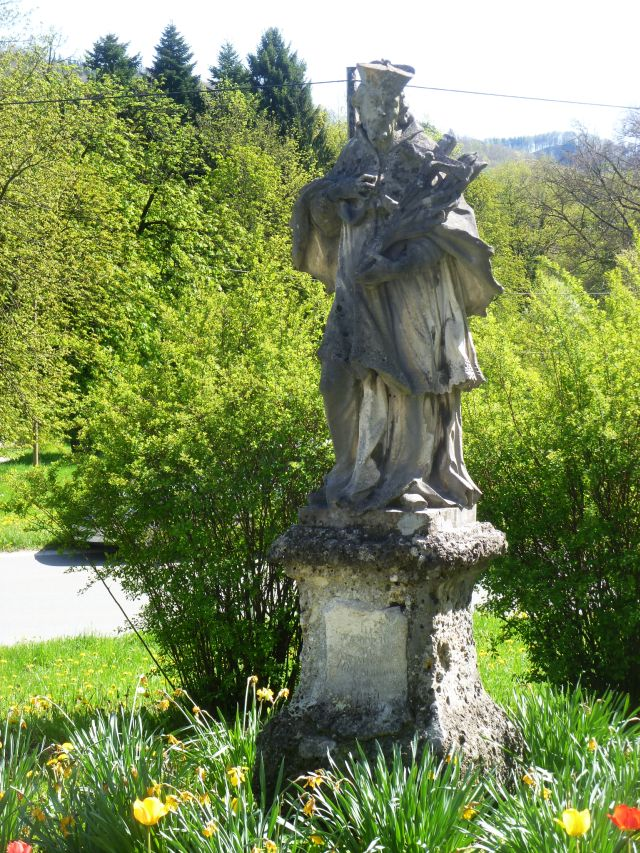
Statua raffigurante san Giovanni Nepomuceno, opera settecentesca dello scultore Josef Anton Pfaffinger

Non è possibile avere la certezza che sul sito esistesse già un castello nel XII secolo, quando il territorio rientrava tra i possedimenti di Adelheid de Saldersheime. Nel XIV secolo la fortezza risultò appartenere alla famiglia Tanner e da questa passò all'Arcidiocesi di Salisburgo verso la fine del secolo. Nel 1455 venne acquisito da Hans I Prätzl e nel 1539 il cardinale Matthäus Lang von Wellenburg lo concesse in feudo a Jakob Strasser, giudice del rettore della cattedrale, dopo averlo acquistato dagli eredi di Hans III Prätzl. Nel 1576 i fiduciari di Mattheus Strasser restituirono la residenza all'arcivescovo di Salisburgo per le difficoltà economiche nelle quali vennero a trovarsi. Nel 1650 fu acquistato da Matthias Reizamer, macellaio, e nel 1684 la sua vedova vendette l'edificio con la notevole proprietà terriera circostante al commerciante di stoffe Johann Kaufmann di Merano. Kaufmann aveva temuto di perdere una nave mercantile con tutto il suo carico e chiese a sant'Antonio da Padova la grazia di poterla salvare quindi quando la nave col suo prezioso carico di spezie entrò nel porto di Venezia divenne ricchissimo e, dopo aver acquistato il castello fece edificare, per tener fede al voto, una cappella dedicata al santo vicino alla sua nuova proprietà. Il vecchio maniero medievale in quell'occasione fu restaurato e ricostruito secondo il gusto barocco nelle forme che ci sono pervenute. Nel 1694 l'imperatore Leopoldo I d'Asburgo concesse a Johann e suo fratello Dominikus Kaufmann un titolo nobiliare ereditario e da quel momento poterono mutare il loro cognome in  von Saalheimb (da Söllheim). Quando Johann Kaufmann morì, nel 1711, i suoi nipoti Johann Christoph Kajetan e Johann Josef Chrysogon Pauernfeind von Eyß ereditarono la sua enorme fortuna. Il castello divenne proprietà di Franz Schwarzacher nel 1832 ma il nuovo titolare, per difficoltà finanziarie, si vide mettere all'asta l'edificio, che fu acquistato da Georg Weikl. Nel 1843 passò alla contessa Marie von Thun-Hohenstein e nel 1964 passò al vicedirettore dell'Ufficio di Stato di Salisburgo, Karl Ledochowski-Thun, che lo lasciò alla figlia Eleonore Gruchmann-Bernau nel 1968. Il castello, residenza nobiliare di Salisburgo, è ancora di proprietà della famiglia Gruchmann.

## Descrizione
Il castello si trova in località Söllheim a sud del comune austriaco di Hallwang nel Distretto di Salzburg-Umgebung appartenente al Land Salisburghese, ad est rispetto alla West Autobahn. La struttura è stata edificata sul preesistente castello tardo medievale tra il 1689 e il 1702. Il palazzo è un edificio di tre piani su base rettangolare con altri edifici attorno. Nel parco è conservata la lastra di marmo che proviene da una porta esterna demolita nel 1894. Poco distante si trova la notevole cappella votiva dedicata a sant'Antonio da Padova. Il piccolo edificio è probabilmente opera di Giovanni Gaspare Zuccalli, ha una base ovale e il suo interno è molto elaborato con un importante altare barocco. Di fronte si trova la statua raffigurante san Giovanni Nepomuceno, opera settecentesca dello scultore svizzero Josef Anton Pfaffinger.

### Bene architettonico tutelato
Il castello di Söllheim in Austria è un bene sottoposto a tutela artistica col numero 24510.